# 卡莱维·努米宁
卡莱维·努米宁（芬蘭語：Kalevi Numminen，1940年1月31日—），芬兰男子冰球运动员。他曾代表芬兰国家队参加1960年和1964年冬季奥林匹克运动会冰球比赛，分别获得第七名和第六名。